# Hamadryas anomala
Hamadryas anomala är en fjärilsart som beskrevs av John Kern Strecker 1876. Hamadryas anomala ingår i släktet Hamadryas och familjen praktfjärilar. Inga underarter finns listade i Catalogue of Life.